# ESV Lokomotive Zwickau
ESV Lokomotive Zwickau is een Duitse voetbalclub uit Zwickau, Saksen. De club is de rechtsopvolger van VfL Zwickau dat voor 1933 actief was op het hoogste niveau.

## Geschiedenis
De wortels van de club gaan terug tot 1928 toen VfL Reichsbahn Zwickau opgericht werd. De club speelde in de lagere reksen. De club speelde in oktober 1944 de laatste wedstrijd alvorens de activiteiten te staken. De club werd pas op 11 maart 1947 heropgericht als SG Reichsbahn Zwickau. In 1949 werd de club een BSG en werd zo BSG Lokomotive Zwickau.
In 1962 promoveerde de club naar de Bezirksliga Karl-Marx-Stadt, de derde klasse. Tot 1990 was de club met tussentijdse onderbrekingen actief op het derde niveau in de DDR. Na de Duitse hereniging werd de huidige naam aangenomen. Lokomotive plaatste zich niet voor de nieuwe Landesliga Sachsen, de toenmalige vierde klasse, en zonk intussen weg in de anonimiteit van de laagste reeksen.

## Erelijst
Kampioen West-Saksen
1926